# Geometry Dash
Geometry Dash (GD, nebo také GMD, česky Geometrický posun) je série pěti videoher vyvinutých švédským vývojářem Robertem Topalou a publikovaným jeho vlastní společností RobTop Games. Hlavní hra Geometry Dash je platformová hra založená na rytmu a je dostupná na Google Play a App Storu za $1.99 USD (asi 50 Kč) a na platformě Steam za $4.99 USD (asi 125 Kč). V současné době má 22 oficiálních úrovní (+ 1 úroveň The Challenge a 4 úrovně „The Tower“) a systém vytváření úrovní s více než 100 miliony online úrovní vytvořených hráči. Každá z oficiálních úrovní obsahuje jedinečnou hudbu na pozadí. Mezi další funkce patří „úrovňové balíčky“ (Map packs), tajné úschovny a řada ikon a herních režimů.

## Princip hry
Geometry Dash používá dotykovou obrazovku nebo klávesnici / myš (v závislosti na verzi). Při používání klávesnice jde použít mezerník, šipka nahoru nebo klávesa W. V platformer módu se používají i klávesy A a D k pohybu do stran. K ovládání různých vozidel (lze využít i Xbox ovladač), která reagují, když se hráč dotkne obrazovky nebo jí přidrží. Uživatelé nemohou ovládat rychlost, kterou se ikona pohybuje (pokud nehrají mód platformer). Načasování a rytmus hudby v každé úrovni jsou klíčovou částí hry, často ve vztahu k sobě navzájem. Cílem hry je dokončit úroveň dosažením jejího konce. Pokud hráč narazí do překážky, bude muset začít znovu od začátku (nikoli v případě tréninkového módu, ve kterém se nachází záchytné body). Hráčská postava může mít až osm samostatných forem, které se při každé interakci chovají odlišně. Vozidlo, které má postava, se mění průchodem přes portál, kterých je ve hře osm a každý má jinou barvu (jsou i jiné portály, např. na změnu gravitace, nebo teleportaci, více níže) . Chování těchto režimů lze dále změnit, například obrácení vzhůru nohama, do zrcadlového pohledu nebo přidání druhé postavy hráče.
V plné verzi Geometry Dash je 22 oficiálních úrovní, z nichž 19 je od začátku odemčeno. Každá úroveň uděluje odměny po dokončení. Každá oficiální úroveň má 3 tajné mince, které se používají k odemčení tří uzamčených úrovní. Úrovně jsou klasifikovány podle obtížnosti a každá obtížnost dává určitý počet hvězd, nebo měsíčků, pokud je to úroveň v platformer módu. Hráči mohou hrát úrovně v téměř libovolném pořadí. Hráči mohou také získávat bonusy, které mohou být vyměněny za odměny. Hráči mohou také využít obchod, kde mohou utratit herní měnu zvanou „mana orbs“, shromážděné prostřednictvím dokončení úrovní. Úroveň nemůže být oficiálně dokončena v tréninkovém módu, i když dokončení může vést k určitým odměnám. Placená plná verze nabízí možnost stahovat uživatelské úrovně. Pokud chce hráč svou úroveň zveřejnit, je nutné ji v normálním módu dokončit, aby bylo jasné, že je možné ji dokončit. Nastavení obtížnosti určuje Robert Topala; toto rozhodnutí mohou ovlivnit moderátoři, kteří jsou schopni posílat úrovně k ohodnocení.

### Obtížnosti
Každá obtížnost se označuje smajlíkem:
- Lehký (easy) – modrý, usměvavý smajlík, hodnota 2 hvězdy/měsíčky
- Střední (normal) – zelený, usměvavý smajlík, hodnota 3 hvězdy/měsíčky
- Těžký (hard) – žlutý, nervózní smajlík, hodnota 4 až 5 hvězd/měsíčků
- Těžší (harder) – červený, naštvaný smajlík, hodnota 6 až 7 hvězd/měsíčků
- Bláznivý/šílený (insane) – růžový, vzteklý smajlík, hodnota 8 až 9 hvězd/měsíčků
- Lehký démon (easy demon) – fialový čert, modré oči, dva malé rohy
- Středně těžký démon (medium demon) – růžový čert, azurové oči, dva rohy
- Těžký démon (hard demon) – červený čert, zelené oči, čtyři rohy
- Bláznivý/šílený démon (insane demon) – červený čert, žluté oči, osm rohů, nepatrný trojúhelník na čele
- Extrémní démon (extreme demon) – tmavě červený čert, žluté oči, šest rohů, nepatrná šipka na čele
- Auto – úroveň, která se hraje sama, smajlík jako oranžový robot, hodnota 1 hvězda/měsíček
- NA – dosud neznámá obtížnost, kterou se dá pak hodnotit. Nejdříve navrhnou obtížnost hráči, potom ji vývojář nastaví. Má možnost přidat počet hvězd a přidat ke smajlíku oheň, což je epická úroveň.

Démonové obtížnosti (nehledě na to, jestli je démon lehký, nebo extrémní) mají vždy 10 hvězd. Základní úrovně mají jinou hodnotu hvězd a mana orbů než úrovně vytvořené hráči.

### 22 oficiálních úrovní
| Pořadí | Jméno                                   | Obtížnosti | Hvězdy | Počet Orbů |
| ------ | --------------------------------------- | ---------- | ------ | ---------- |
| 1      | Stereo Madness                          | Easy       | 1      | 50         |
| 2      | Back On Track                           | Easy       | 2      | 75         |
| 3      | Polargeist                              | Normal     | 3      | 100        |
| 4      | Dry Out                                 | Normal     | 4      | 125        |
| 5      | Base After Base                         | Hard       | 5      | 150        |
| 6      | Can't Let Go                            | Hard       | 6      | 175        |
| 7      | Jumper                                  | Harder     | 7      | 200        |
| 8      | Time Machine                            | Harder     | 8      | 225        |
| 9      | Cycles                                  | Harder     | 9      | 250        |
| 10     | xStep                                   | Insane     | 10     | 275        |
| 11     | Clutterfunk                             | Insane     | 11     | 300        |
| 12     | Theory of Everything (zkr. ToE/Toe)     | Insane     | 12     | 325        |
| 13     | Electroman Adventures                   | Insane     | 10     | 275        |
| 14     | Clubstep                                | Demon      | 14     | 500        |
| 15     | Electrodynamix                          | Insane     | 12     | 325        |
| 16     | Hexagon Force                           | Insane     | 12     | 325        |
| 17     | Blast Processing                        | Harder     | 10     | 275        |
| 18     | Theory of Everything 2 (zkr. ToE2/Toe2) | Demon      | 14     | 500        |
| 19     | Geometrical Dominator                   | Harder     | 10     | 275        |
| 20     | Deadlocked                              | Demon      | 15     | 500        |
| 21     | Fingerdash                              | Insane     | 12     | 325        |
| 22     | Dash                                    | Insane     | 12     | 325        |
| 23     | Explorers                               | Demon      | 16     | 500        |

Oficiální démoni nejsou přesně rozděleni, ale komunita se tak společně shodla, že Clubstep a ToE2 jsou Easy demoni, Deadlocked je Medium Demon a Explorers je hard demon. Level Eplorers měl být původně vydaný s levelem Dash v updatu 2.2, avšak vydání je opožděno, a level bude přidán v aktualizaci 2.21 (někteří tuto aktualizaci přezdívají 2.3)

### 4 oficiální úrovně v The Tower
| Pořadí | Jméno             | Obtížnosti | Měsíčky | Počet Orbů |
| ------ | ----------------- | ---------- | ------- | ---------- |
| 1      | The Tower         | Normal     | 5       | 150        |
| 2      | The Sewers        | Hard       | 6       | 175        |
| 3      | The Cellar        | Harder     | 7       | 200        |
| 4      | The Secret Hollow | Harder     | 7       | 200        |

Ikony
Hráč má na výběr z 1196 ikon:
- 485 kostek (zelený portál) (cube)
- 169 vesmírných lodí (růžový portál) (ship)
- 118 gravitačních koulí (červený portál) (ball)
- 149 UFO (létající talířů) (oranžový portál) (vozidlo podobné hře flappy bird) (UFO)
- 96 šipek (modrý portál) (wave)
- 68 robotů (bílý portál) (robot)
- 69 pavouků (fialový portál) (spider)
- 43 houpaček (žlutý portál) (swing copter)
- 7 jízdních ohonů (efektů, které hráč zanechává za sebou) (trail)
- 6 plamínků pro vesmírné lodě (efektů, které hráč zanechává za sebou když je ve vesmírné lodi) (ship fire)
- 2 animace pohybu robota a 1 animace pohybu pavouka
- 20 efektů smrti (death effect)

### Truhlová komora (The treasure room)
Hráč musí mít 5 čertovských klíčů (demon keys), aby mohl otevřít truhlovou komoru. V ní jsou truhly, ale hráč potřebuje další klíč, jinak se neotevře. Jsou zde také truhly za 1 (400x), 5 (100x), 10 (60x), 25 (24x), 50 (12x) a 100 (8x) klíčů. Za 50, 100 a 200 otevřených truhel dostane hráč speciální truhlu navíc. Jeden klíč hráč obdrží za 500 mana orbů, které získává za hraní úrovní.

### Obchody
Obchody může hráč navštívit v truhlové komoře za účelem získání nových ikon či barev pro ikony. V obchodech se platí buď Mana Orby, nebo Diamond Shardy.

#### The Shop
Řídí robot jménem The Shopkeeper. Je v nastavení ikonů. Tam jsou nejlevnější ikony od 500 mana orbů, nejdražší až 2000.

#### Secret Shop
Řídí robot jménem Scratch. Hráč musí mít 500 diamantů aby mohl jít dovnitř. Je to nejdražší obchod ve hře. Nejlevnější věci stojí kolem 3000 mana orbů, nejdražší kolem 15000 mana orbů. Hráč tam může koupit Master Emblem.

#### Community Shop
Řídí robot jménem Potbor. Jméno vzniklo přehazování slova Robtop. Hráč musí mít 200 diamantů aby mohl jít dovnitř. Je nejnovější obchod ve hře. Jedná se o obchod přidaný v updatu 2.11, během kterého byly vybrány ikony vytvořené hráči, které byly později umístěny sem.
Mechanic Shop
Řídí neznámý robot. Platí se tam mana orbami

### Shards of Powers
Jsou to tzv. střepy z elementů. Za určitý druh shardů a množství lze získat ikony. Shardy se rozdělují na 2 skupiny po 6 a každá ze skupin se ukončuje Bonus shardama.

#### Druhy Shardů
1. Fire (Ohnivé)
2. Ice (Ledové)
3. Poison (Jedové)
4. Shadow (Stínové)
5. Lava (Lávové)
6. Bonus (Bonusové)
7. Earth (Zeminové)
8. Metal (Kovové)
9. Blood (Krvavé)
10. Light (Světelné)
11. Soul (Duševní)
12. Bonus 2 (Bonusové 2)

#### Vaults (zámky)
Vaults, tedy zámky, jsou skryté zdroje ikonů. V novějších verzích je cílem hry získat všechny.
Seznam:

##### The Vault
Je klasický a úplně první zámek, který byl kdy do hry přidaný. Nachází se v nastavení hry a aby se stal dostupným, potřebujete 10 skrytých mincí z neoficiálních levelů.

##### Vault of Secrets (The Keymaster)
Je druhý přidaný zámek do hry, k jehož odemknutí je potřeba 50 diamantů. Pomocí tajného kódu „The Challenge“ je možné si za dosáhnutí milníku 200 diamantů zahrát poslední oficiální úroveň (The challenge).

##### Chamber of Time (The Gatekeeper)
Je poslední zámek hry. Nachází se ve dveřích u oficiálních levelů a skrývá klíč čertů.

### Paths of power
Tzv. „cesty síly“ jsou něco jako battle passy. Pathy se naplňují sbíráním hvězd a měsíčků. Pro dokončení každého pathu je potřeba nasbírat 1000 hvězd/měsíčků. Za každých 100 nasbíraných hvězd/měsíčků se odemkne nová ikonka nebo barva. Pro odemknutí každého pathu je potřeba 25000 mana orbů. Koupených jich může být více naráz, ale aktivní může být vždy pouze jeden.

### Druhy pathů
1. Fire
2. Ice
3. Poison
4. Shadow
5. Lava
6. Earth
7. Blood
8. Metal
9. Light
10. Souls

## Vývoj
Podle Roberta Topaly hra začala jako projekt, který se mohl pohybovat jakýmkoli směrem. Poznamenal: „u Geometry Dash vlastně neexistoval žádný podrobný plán... prostě to začalo jako plocha s krychlí, která mohla havarovat a skočit.“ Nejdříve tuto hru vyvíjel pro počítač, ale později svůj plán změnil a pokusil se z ní udělat mobilní hru. Topala byl inspirován hrou „The Impossible Game“ a trvalo asi čtyři měsíce, než hru vytvořil a přenesl do App Store a Google Play. V beta verzi se hra nazývala „Geometry Jump“, ale později byla změněna na „Geometry Dash“.
Při prvním vydání měla hra sedm úrovní, které jsou nyní zdarma ke hraní společně s dalšími šesti úrovněmi. Hra brzy získala popularitu po celém světě, zejména v Kanadě, kde v červnu 2014 dosáhla titulu nejoblíbenější placené aplikace pro iPhone. Existují čtyři bezplatné verze hry.

## Hudba
Hudba Geometry Dash je několika hudebními umělci, včetně ForeverBound, DJVI, Step, Waterflame, DJ-Nate, F-777, Dex Arson a MDK. Kromě oficiálních písní je k dispozici také většina písní na hudebním portálu Newgrounds. Protože je běžné, že uživatelé zneužívají portál k nahrávání písní, na které nevlastní práva pro použití v Geometry Dash, RobTop zavedl vyšší omezení, aby tomu zabránil. Je také k dispozici přes 1000 písní z vydavatelství NCS a hudba z Music library (z knihovny hudby), kterou jsou součástí od mnoho skladatelů, která může být volně použita.

## Ohlas
Hra se otevřela obecně pozitivním recenzím kritiků. Softpedia doplnila styl hry a výzvu, kterou přináší, a řekla: „I když to někdy může být trochu frustrující, vždy můžete fáze dokončit pomocí tréninkového režimu a poté skočit do mnoha různých uživatelsky generovaných úrovní.“ 148Apps dal hře pozitivní recenzi: „Geometry Dash poskytuje všechny výzvy očekávané od „nemožné hry“ a také dělá to dostupnější pro nováčky.“ Geometry Dash byl také uveden recenzentem Chris Morris na webové stránce Common Sense Media, která jako videohra přátelská dětem, kterou by mohl rodič nechat hrát své děti, uvádí, že hra byla „dobrým způsobem, jak zvládnout frustrace“, a že „rodiny mohou také mluvit o rytmu a radosti z tance v čase s hudbou“. V App Store byla Geometry Dash v roce 2018 na druhém místě za 10 nejlepších placených her pro iPad a sedmá pro 10 nejlepších placených her pro iPhone v roce 2018.

### Další vydání
Pro Geometry Dash World, Gamezebo ocenil úchvatné a slušné herní styly hry, ačkoli recenzent poznamenal, že to nebyla „nejzajímavější hra“. Gerson Noboa z AndroidGuys ocenil spin-off Geometry Dash a uvedl, že „Geometry Dash World je hodnotným doplňkem vašeho arzenálu hry. Díky pevně spojeným grafickým a zvukovým prvkům poskytuje hra úžasný integrovaný zážitek, který je zřídka vidět v Play Store obchodu“.

## Spin-off

### Geometry Dash Meltdown
16. prosince 2015 společnost RobTop oznámila hru spin-off s názvem Geometry Dash Meltdown, která byla vydána 19. prosince 2015 pro iOS a Android. V současné době (od aktualizace 1.0) zahrnuje 3 úrovně (představující písně F-777) s novými ikonami z verze 2.1 vytvořenými k předvedení funkcí 2.0 těm, kteří nevlastní plnou verzi.
| Pořadí | Jméno          | Obtížnost | Hvězdy |
| ------ | -------------- | --------- | ------ |
| 1      | The Seven Seas | Easy      | 1      |
| 2      | Viking Arena   | Normal    | 2      |
| 3      | Airborne Robot | Hard      | 3      |

### Geometry Dash World
21. prosince 2016 společnost RobTop oznámila nejnovější hru spin-off s názvem Geometry Dash World s tím, že odejde ve stejný den. Aktuálně (od aktualizace 1.0) zahrnuje 2 světy s 5 úrovněmi v každém světě, nové ikony 2.1, obchod, nový trezor (Vaults), denní úkoly, úrovně a odměny a tajné truhly vytvořené k předvedení některých nových funkcí 2.1, které byly zahrnuty v aktualizaci plné verze.
| Pořadí | Jméno             | Obtížnost | Hvězdy | Počet Orbů |
| ------ | ----------------- | --------- | ------ | ---------- |
| 1      | Payload           | Easy      | 2      | 75         |
| 2      | Beast Mode        | Easy      | 2      | 75         |
| 3      | Machina           | Normal    | 3      | 100        |
| 4      | Years             | Normal    | 3      | 100        |
| 5      | Frontlines        | Normal    | 3      | 100        |
| 6      | Space Pirates     | Normal    | 3      | 100        |
| 7      | Striker           | Normal    | 3      | 100        |
| 8      | Embers            | Normal    | 3      | 100        |
| 9      | Round 1           | Normal    | 3      | 100        |
| 10     | Monster Dance Off | Normal    | 3      | 100        |

### Geometry Dash Subzero
12. prosince 2017 společnost RobTop oznámila nejnovější hru spin-off s názvem Geometry Dash SubZero, která byla vydána 21. prosince 2017. Sestává ze tří úrovní. V současné době jde o nejnovější samostatnou hru vydanou společností RobTop a první, která nabízí některé funkce aktualizace 2.2, včetně nových ikon a spouští efekty, jako jsou ovládací prvky kamery, které ještě nejsou vydány v plné a původní verzi Geometry Dash.
| Pořadí | Jméno       | Obtížnost | Hvězdy |
| ------ | ----------- | --------- | ------ |
| 1      | Press Start | Normal    | 4      |
| 2      | Nock Em     | Hard      | 6      |
| 3      | Power Trip  | Harder    | 8      |

### Geometry Dash Lite
Geometry Dash Lite je zkrácená verze Geometry Dash. Má prvních 19 úrovní a The Tower a je zdarma. Nelze tam mít tajné úschovny, hledat online úrovně a vytvářet novou úroveň.

## 10. výročí
13. 8. 2023 vyšlo na oficiálním YouTube kanále RobTopa video k oslavě 10. výročí hry. Video bylo rozděleno na 8 částí.
- Montage of Geometry Dash's history (montáž historie Geometry Dash) – 3:49 dlouhá animace, která shrnuje to, co GD komunita zvládla za 10 let hry
- Interviews with influential players (interview s influencery) – známým a významným GD influencerům byly klazeny otázky ohledně hry a jejich zkušenostech a úspěších z ní a oni na ně odpovídali
- Animation of many notable bossfights (animace spousty významných bossfightů) – některé úrovně mají bossfighty a spousta z nich byla zastoupena v této animaci
- Form results from community votes (výsledky formulářů komunitního hlasování) – před výročím proběhlo veřejné hlasování v  kategoriích jako „nejoblíbenější úroveň, nejoblíbenější hráč“ nebo třeba „nejoblíbenější písnička“
- Statistics from the past decade (statistiky z předešlého desetiletí) – statistiky jako „celkový počet nasbíraných hvězd, počet ohodnocených úrovní, počet založených účtů, nejpopulárnější a nejtěžší úroveň“ nebo třeba „celkový počet odeslaných zpráv na Geometry Dash Discord serveru“
- Platformer sneak peek (ukázka platformer módu) ukázka úrovně The Sewers z The Tower a oznámení, že v říjnu 2023 vyjde aktualizace 2.2, což se ale oddálilo
- RobTop thanks the community (poděkování RobTopa komunitě)
- Credits (titulky)